# Okrog, Šentjur
Okrog este o localitate din comuna Šentjur, Slovenia, cu o populație de 98 de locuitori.